# سید عباس عراقچی
سید عباس عراقچی (زادهٔ ۱۴ آذر ۱۳۴۱) دیپلمات و سیاستمدار ایرانی است که از سال ۱۴۰۳ به‌عنوان وزیر امور خارجه ایران فعالیت می‌کند.
وی دانش‌آموختهٔ کارشناسی روابط بین‌الملل از دانشکده روابط بین‌الملل وزارت امور خارجه، کارشناسی ارشد علوم سیاسی از دانشگاه آزاد اسلامی واحد تهران مرکزی و همچنین دکترای اندیشه‌های سیاسی از دانشگاه کنت است. عراقچی از اعضای سپاه پاسداران در جنگ ایران و عراق بود و فعالیت شغلی خود را از سال ۱۳۶۷ در وزارت امور خارجه ایران آغاز کرد. او در فاصله سال‌های ۱۳۷۸ تا سال ۱۳۸۲ به‌عنوان سفیر ایران در فنلاند و از سال ۱۳۸۶ تا ۱۳۹۰ به‌عنوان سفیر ایران در ژاپن فعالیت می‌کرد.
عراقچی در سال ۱۳۹۲ برای یک دوره ۴ ماهه در دولت دهم سرپرست سخنگوی وزارت امور خارجه بود و از سال ۱۳۹۲ تا سال ۱۳۹۶ نیز سمت معاون حقوقی و بین‌الملل وزیر امور خارجه را برعهده داشت و از اعضای تیم مذاکره‌کننده هسته‌ای ایران با گروه ۱+۵ بود. او در پی تغییر ساختار این وزارتخانه، از ۲۷ دی ۱۳۹۶ تا ۲۳ شهریور ۱۴۰۰ سمت معاون سیاسی وزیر امور خارجه را برعهده داشت و در زمان دولت رئیسی به عنوان مشاور عالی وزیر امور خارجه، عضو انجمن ملی دیپلماسی، دبیر شورای راهبردی روابط خارجی،
و از سال ۱۴۰۳ نیز تا کنون به عنوان وزیر امورخارجه ایران در دولت چهاردهم فعالیت می‌کند.

## زندگی
عبّاس عراقچی در ۱۴ آذر سال ۱۳۴۱ در یک خانواده سنتی در تهران زادهٔ شد. او دارای ۳ خواهر و ۳ برادر است که قریب به اتفاق اعضای خانوادهٔ وی در حوزهٔ بازرگانی و تجارت فعال هستند و پدربزرگ وی تاجر فرش بود. او در ۱۷ سالگی پدر خود را از دست داد. او دارای دو برادر بزرگتر از خود است که یکی از آنها، عضو هیئت رئیسه اتحادیه صادرکنندگان و دیگری عضو اتحادیه فروشندگان است. برادر زادهٔ وی، سید احمد عراقچی، از سال ۱۳۹۶ تا ۱۳۹۷ به عنوان معاون ارزی رئیس کل بانک مرکزی ایران فعالیت می‌کرد، که در پی نوسانات ایجاد شده در بازار ارز، پس از جدایی ولی‌الله سیف از ریاست بانک مرکزی، او نیز از سمت خود برکنار شد و توسط قوه قضائیه دستگیر شد.
همسر نخست عراقچی، بهاره عبداللهیان بود که با هم سه فرزند داشتند. عراقچی پس از جدایی از عبداللهیان، با آرزو احمدوند ازدواج کرد و صاحب یک دختر شد.

## پیشینه سیاسی
عباس عراقچی سخنگوی پیشین وزارت امور خارجه، معاون پیشین وزارت امور خارجه در امور آسیا و اقیانوسیه و سفیر ایران در ژاپن از اسفند ۱۳۸۶ تا مهر ۱۳۹۰ است. وی پس از تغییر ساختار وزارت خارجه از ۱ بهمن ۱۳۹۶ تا ۲۳ شهریور ۱۴۰۰ به عنوان معاون سیاسی وزارت خارجه فعالیت می‌کرد.
در ۲۱ اردیبهشت ۱۳۹۲، در پی ثبت‌نام سخنگوی وزارت امور خارجه کشور برای یازدهمین دوره انتخابات ریاست جمهوری رامین مهمانپرست طی نامه‌ای به علی اکبر صالحی؛ وزیر امور خارجه وقت، خواستار کناره‌گیری خود از سمت سخنگویی شد؛ که در پی آن، عباس عراقچی به عنوان سخنگوی جدید وزارت امور خارجه منصوب شد. کمتر از ۴ ماه بعد، در ۷ شهریور ۱۳۹۲ مرضیه افخم جایگزین عراقچی شد و در ۱۳ شهریور ۱۳۹۲ عراقچی با حکم محمد جواد ظریف، به عنوان معاون حقوقی و امور بین‌الملل وزارت امور خارجه منصوب گردید. وی پس از امضای برجام موفق به دریافت نشان لیاقت و مدیریت از رئیس‌جمهور شد.

## سوابق شغلی
1. وزیر امور خارجه (از ۱۴۰۳)
2. دبیر شورای راهبردی روابط خارجی (از ۱۴۰۰ تا ۱۴۰۳)
3. معاون سیاسی وزیر امور خارجه (از ۱۳۹۶ تا ۱۴۰۰)
4. معاون امور حقوقی و بین‌الملل وزیر امور خارجه (از ۱۳۹۲ تا ۱۳۹۶)
5. سخنگوی وزارت امور خارجه (از اردیبهشت تا شهریور ۱۳۹۲)
6. سفیر ایران در ژاپن (از ۱۳۸۶ تا ۱۳۹۰)
7. معاون امور حقوقی و بین‌الملل وزیر امور خارجه (از ۱۳۸۴ تا ۱۳۸۶)
8. رئیس دانشکده روابط بین‌الملل (از ۱۳۸۳ تا ۱۳۸۴)
9. رئیس اداره اول اروپای غربی وزارت امور خارجه (از ۱۳۸۲ تا ۱۳۸۳)
10. سفیر ایران در فنلاند و سفیر آکردیته در استونی (از ۱۳۷۸ تا ۱۳۸۲)
11. مدیرکل مرکز مطالعات سیاسی و بین‌المللی (از ۱۳۷۷ تا ۱۳۷۸)
12. سردبیر فصلنامه سیاست خارجی مرکز مطالعات سیاسی و بین‌المللی (از ۱۳۷۷ تا ۱۳۷۹)
13. معاون پژوهشی مرکز مطالعات سیاسی و بین‌المللی (از ۱۳۷۷ تا ۱۳۷۸)
14. رئیس مرکز مطالعات خلیج فارس مرکز مطالعات سیاسی و بین‌المللی (از ۱۳۷۶ تا ۱۳۷۷)
15. معاون سفیر و نماینده دائم ایران در سازمان همکاری اسلامی (۱۳۷۱ تا ۱۳۷۶)
16. معاون ادارهٔ مجامع اسلامی، منطقه‌ای و غیرمتعهدهای وزارت امور خارجه (از ۱۳۷۰ تا ۱۳۷۲)
17. کارشناس بین‌الملل وزارت امور خارجه (از ۱۳۶۸ تا ۱۳۷۰)[۲۱][۱۵]

## فعالیت‌های علمی
1. رتبهٔ اول پژوهشگر برگزیدهٔ وزارت امور خارجه از سوی وزارت علوم، تحقیقات و فناوری (۱۳۸۴)
2. عضو هیئت علمی دانشکده روابط بین‌الملل با رتبهٔ استادیاری (از ۱۳۸۴ تاکنون)
3. استاد مدعو دانشگاه توکیو (از ۱۳۸۴ تا ۱۳۸۹)
4. عضو شورای راهبردی سیاست خارجی وزارت امور خارجه (از ۱۳۸۴ تا ۱۴۰۰)
5. عضو کمیسیون علوم اجتماعی و تربیتی شورای پژوهش‌های علمی کشور (۱۳۷۸)
6. سردبیر فصلنامه سیاست خارجی (از ۱۳۷۷ تا ۱۳۷۹)
7. عضو هیئت تحریریهٔ فصلنامه سیاست خارجی (از ۱۳۷۷ تاکنون)
8. عضو هیئت تحریریهٔ فصلنامه همشهری دیپلماتیک (از ۱۳۸۵ تا ۱۳۸۶)
9. رئیس هیئت مدیره انجمن دوستی ایران و فنلاند (از ۱۳۸۵ تاکنون)
10. عضو هیئت رئیسه فدراسیون نابینایان و کم بینایان (از ۱۳۹۲ تا ۱۴۰۲)
11. تدریس در دانشکده روابط بین‌الملل، دانشکده مطالعات جهان دانشگاه تهران و دانشگاه عالی دفاع ملی (از ۱۳۷۵ تاکنون)
12. استاد دانشکده روابط بین‌الملل وزارت امور خارجه[۲۱][۱۵]

## مذاکرات هسته‌ای

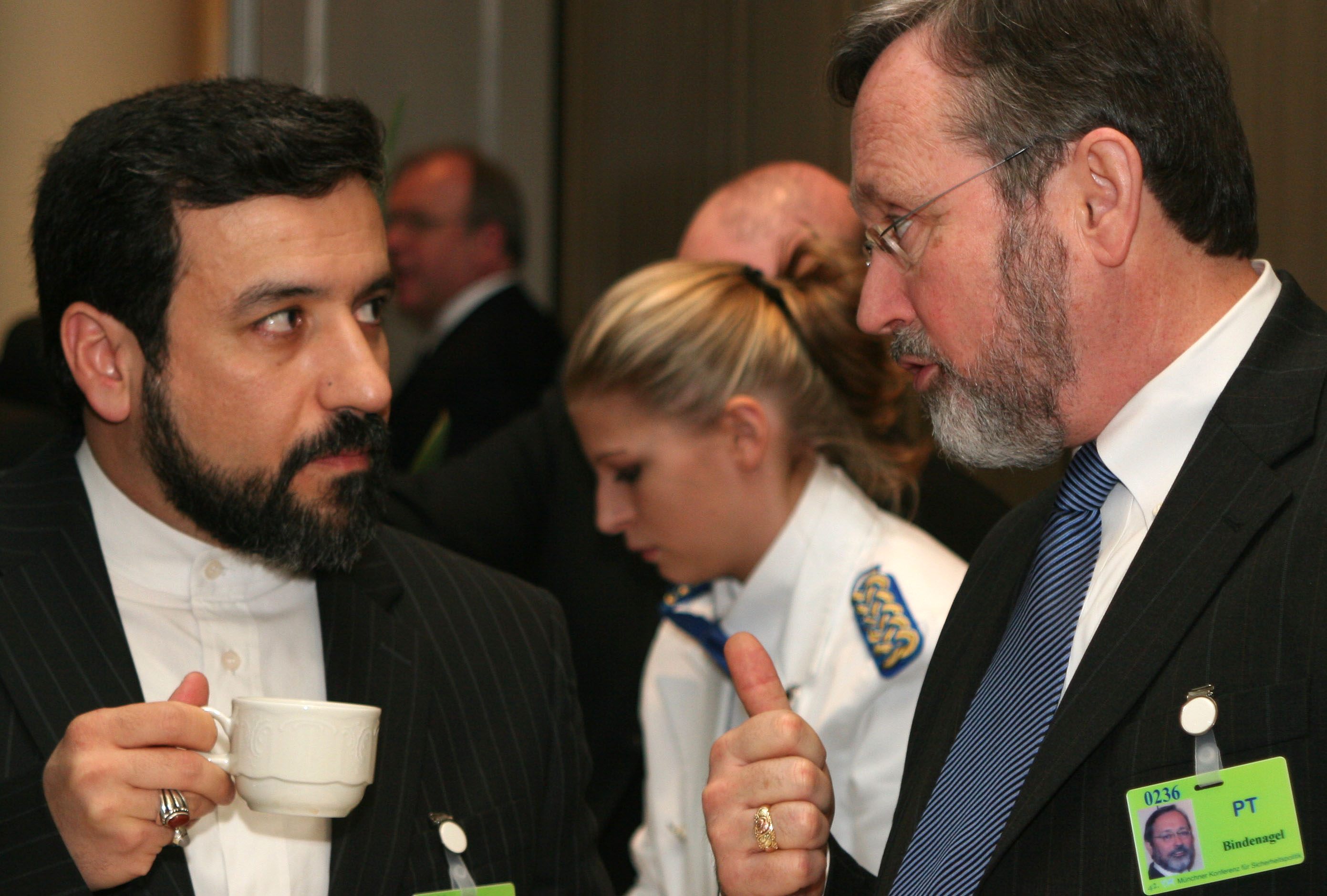
عراقچی در کنفرانس امنیتی مونیخ، فوریه ۲۰۰۶

عراقچی، معاون وزیر امور خارجه دولت یازدهم، با انتصاب از جانب محمدجواد ظریف، از تاریخ ۱۹ مهر ۱۳۹۲ به عضویت تیم مذاکره‌کننده هسته‌ای ایران درآمد. علاوه بر عراقچی، دیپلمات‌هایی از جمله حمید بعیدی‌نژاد و داوود محمدنیا نیز به عضویت این تیم انتخاب شدند. ریاست این هیئت نیز بر عهده محمدجواد ظریف بود.

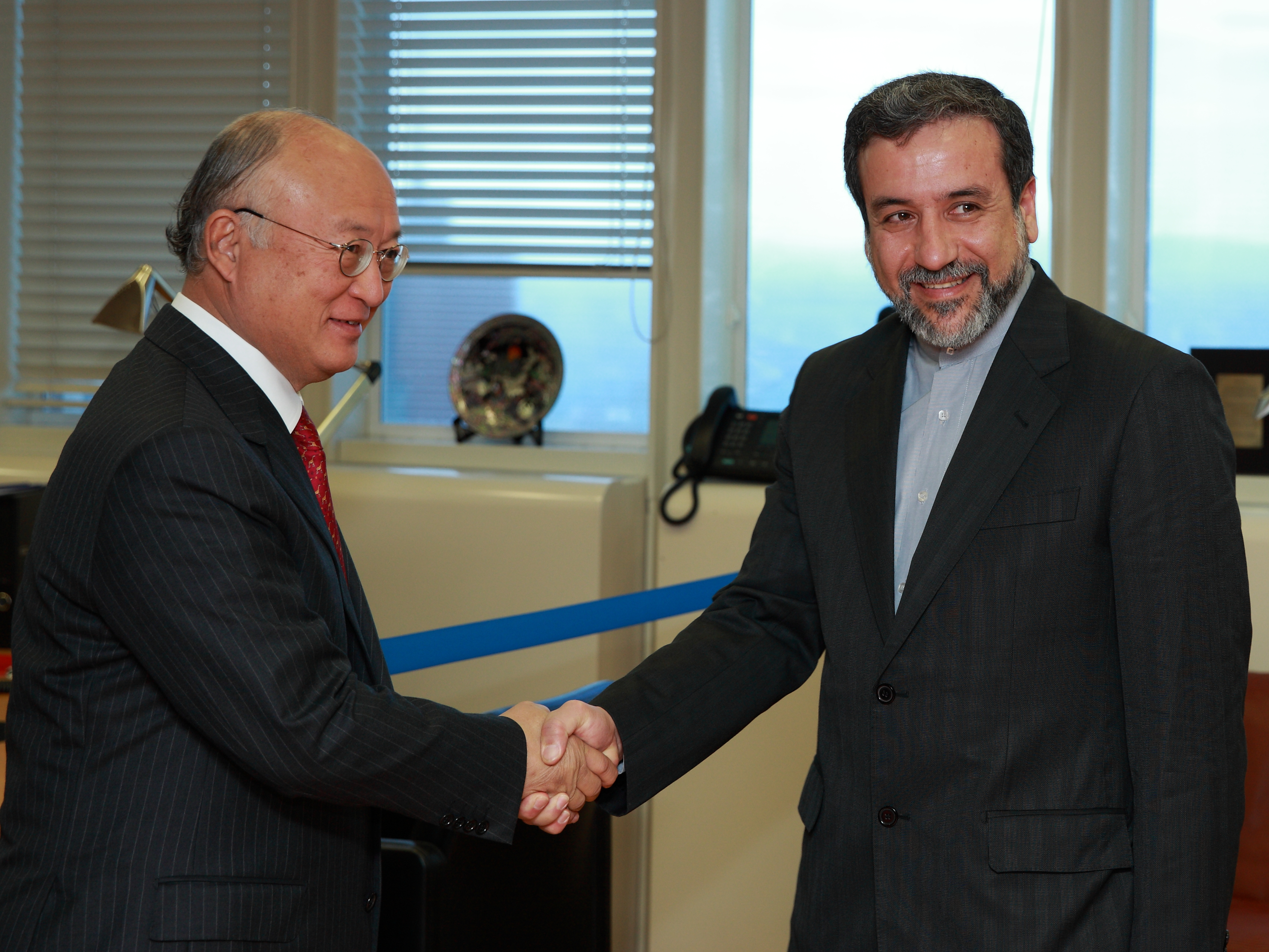
عراقچی و یوکیا آمانو در آژانس بین‌المللی انرژی اتمی، ۲۸ اکتبر ۲۰۱۳

عراقچی در کلیه مذاکرات دو جانبه ایران با گروه ۱+۵ حضور داشت. در آخرین روز دور اول از مذاکرات ژنو (۲۴ نوامبر ۲۰۱۳) عراقچی با ثبت پیغامی با مضمون «برخاستن دود سفید از مذاکرات ژنو» در صفحه توییتر خود، موفقیت در دستیابی به توافق اولیه، در خصوص برنامه هسته‌ای ایران را اعلام رسانه‌ای کرد. عراقچی تا پایان مذاکرات هسته‌ای ایران و دستیابی به برنامه جامع اقدام مشترک، به عنوان مذاکره‌کننده ارشد در متن مذاکرات حضور داشت و پس از محمدجواد ظریف، نفر دوم ایران در مذاکرات محسوب می‌شد.

### مذاکرات وین
پس از آغاز مذاکرات برای احیای برجام عباس عراقچی معاون وزیر امور خارجه به عنوان رئیس تیم مذاکره کننده انتخاب شد و راهی وین پایتخت اتریش گشت.اولین دور مذاکرات نشست کمیسیون مشترک برجام با حضور معاونان و مدیران سیاسی وزرای امور خارجه ایران، آلمان، فرانسه، انگلستان، روسیه، چین و انریکه مورا به نمایندگی از جوزپ بورل مسئول سیاست خارجی اتحادیه اروپا در ۶ آوریل ۲۰۲۱ در وین برگزار شد.

## تصدی وزارت امور خارجه

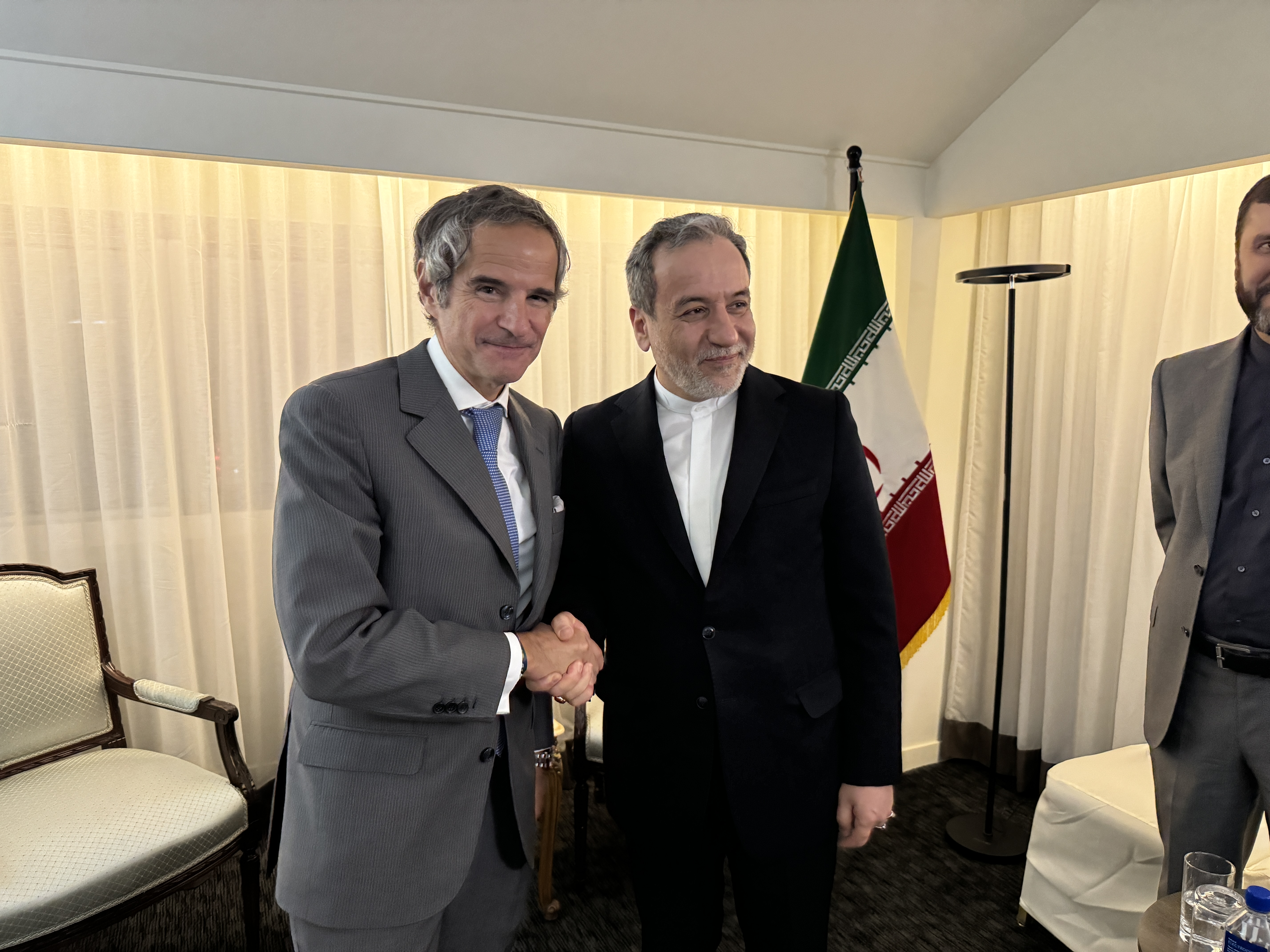
کاظم غریب‌آبادی، عراقچی و رافائل گروسی مدیرکل آژانس بین‌المللی انرژی اتمی، مهر ۱۴۰۳

در رسانه‌ها، عراقچی محتمل‌ترین گزینه برای وزارت امور خارجه دولت چهاردهم مطرح می‌شد. حضور عراقچی در تحلیف ریاست جمهوری به این گمانه زنی‌ها شدت افزود. انریکه مورا، دیپلمات ارشد اروپایی که برای تحلیف پزشکیان به ایران سفر کرده بود، با عراقچی دیدار کرد. سرانجام عراقچی به عنوان وزیر امور خارجه به مجلس معرفی شد. در دومین روز از بررسی وزرای پیشنهادی دولت چهاردهم، عراقچی در مجلس حاضر شد و از برنامه‌های خود دفاع کرد.
عراقچی در ۲۱ مرداد ۱۴۰۳ به عنوان وزیر پیشنهادی امور خارجه دولت چهاردهم به مجلس شورای اسلامی معرفی گردید و با ۲۴۷ رأی از مجموع ۲۸۸ رأی مأخوذه اعتماد نمایندگان مجلس را برای تصدی پست وزارت امور خارجه کسب کرد.

## دیدگاه‌ها

### برجام

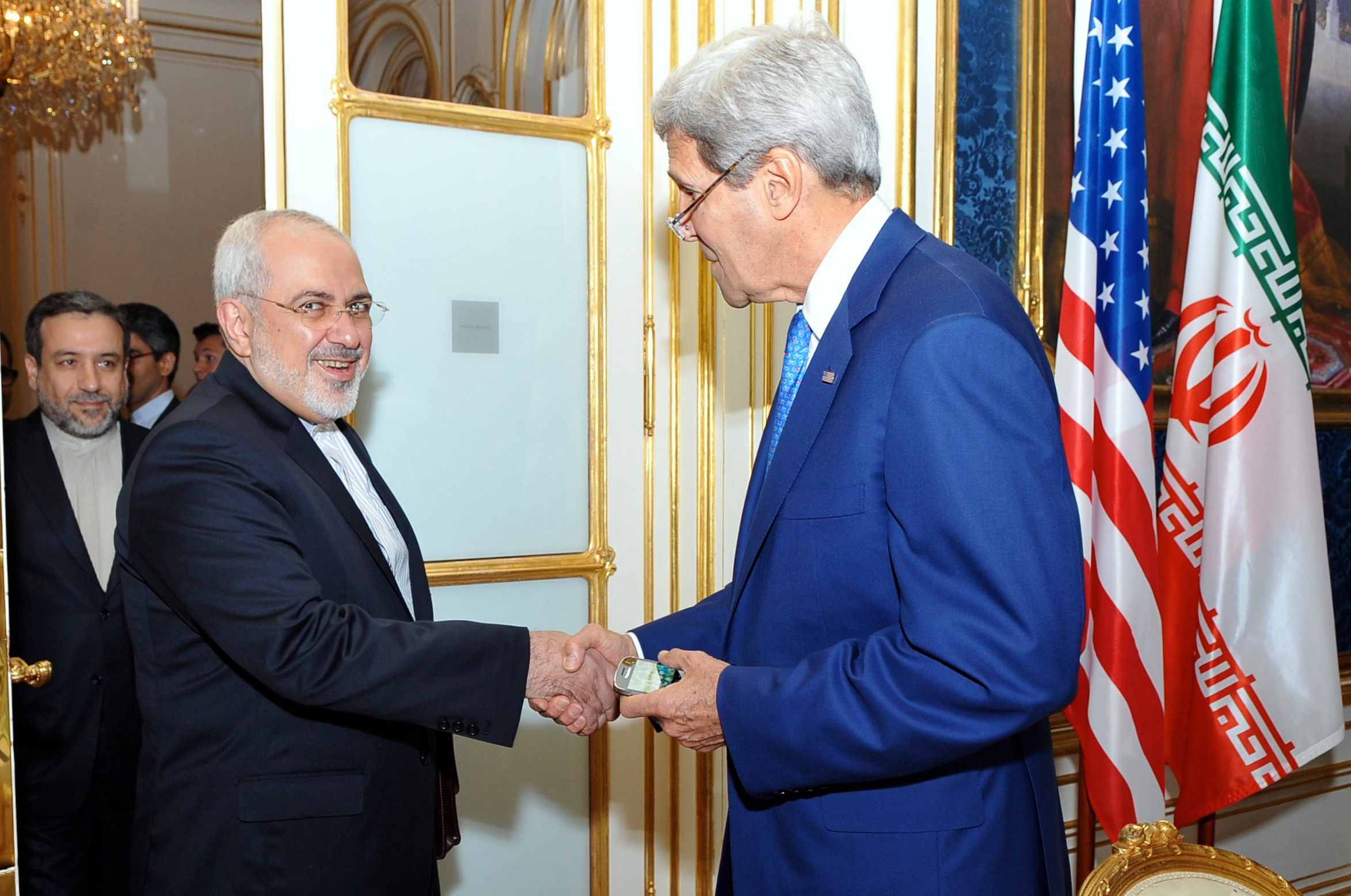
جان کری دیپلمات آمریکایی درکنار جواد ظریف و عراقچی، تیر ۱۳۹۳

عراقچی به عنوان یکی از مذاکره کنندگان اصلی برنامه جامع اقدام مشترک از مدافعان این برنامه بوده است. وی در نشست تیم مذاکره‌کننده هسته‌ای ایران در سالن آمفی تئاتر روزنامه اطلاعات گفت: 
یکی از دستاوردهای این مذاکرات این است که سطح بلوغ سیاسی در ایران را بالا برده است. به یاد ندارم در موضوعی در جامعه ما در چند سال گذشته به اندازه مسئله هسته ای بحث‌های زنده و پویا در سطوح متفاوت جامعه صورت گرفته باشد. مهم‌ترین خواسته ما که منشأ قدرت ایران بود این بود که در یک دعوای ۱۲ ساله حرف ما به کرسی نشست و با مجموعه غرب و شورای امنیت بر سر غنی سازی به توافق رسیدیم. مسئله این نیست که غنی سازی در ۱۲ سال گذشته ضرورت معیشتی ما بوده است بلکه مسئله نبرد اراده‌ها میان ما و کشورهای غربی است. این مقاومت توسط همه مردم صورت گرفته است، مردمی که در برابر فشارها، تحریم‌ها و تهدیدهای نظامی ایستادگی کردند. تحریم‌ها در سه حوزه کلیدی انرژی، نفت و گاز و پتروسیمی و حمل و نقل، مالی و بانکی بر ایران وارد شده بود. در اکثر امورها بخصوص در حوزه نفت و گاز و انرژی و تبادلات مالی می‌توان با قاطعیت گفت که وضعیت به حالت عادی برگشت. برجام، به برنامه هسته ای ایران مشروعیت بین‌المللی داد؛ برنامه ای که طبق قطعنامه ۱۹۲۹ از نظر شورای امنیت سازمان ملل متحد، ممنوعه بود اما طبق قطعنامه ۲۲۳۱ یک برنامه مشروع بین‌المللی به شمول غنی سازی شد. فکر نمی‌کنم هیج کشور دیگری چنین امتیازی را از شورای امنیت گرفته باشد که غنی سازی آن در این سطح به رسمیت شناخته شده باشد.

### دیپلماسی

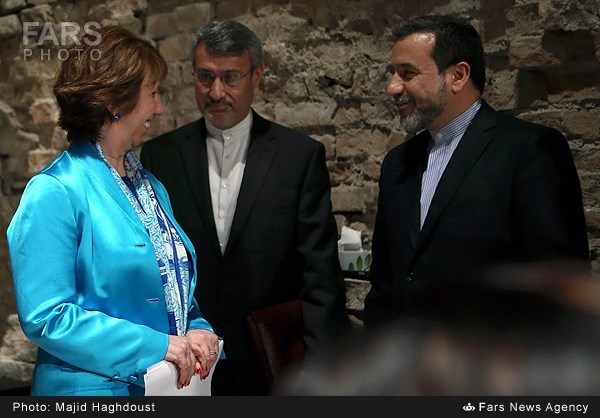
مذاکرات هسته‌ای ایران در وین، تیر ۱۳۹۳

عراقچی به عنوان دبیر شورای راهبردی روابط خارجی در نشست دانشکده روابط بین‌الملل وزارت امور خارجه در مورد دیپلماسی گفت: 
همه قبول دارند که دیپلماسی راه کم‌خطرتر و کم‌هزینه‌تر است؛ یعنی تا وقتی دیپلماسی جواب بدهد، کسی سراغ جنگ نمی‌رود. مسیر کم‌خطرتری که برای حل اختلافات و مدیریت روابط بین کشورها وجود دارد، مسیر دیپلماسی است. کشورها وقتی سراغ جنگ می‌روند که دیپلماسی کارایی خودش را از دست بدهد، یا هزینه دیپلماسی بیشتر از هزینه جنگ شود.

### قانون اقدام راهبردی و «باند نیویورکی‌ها»

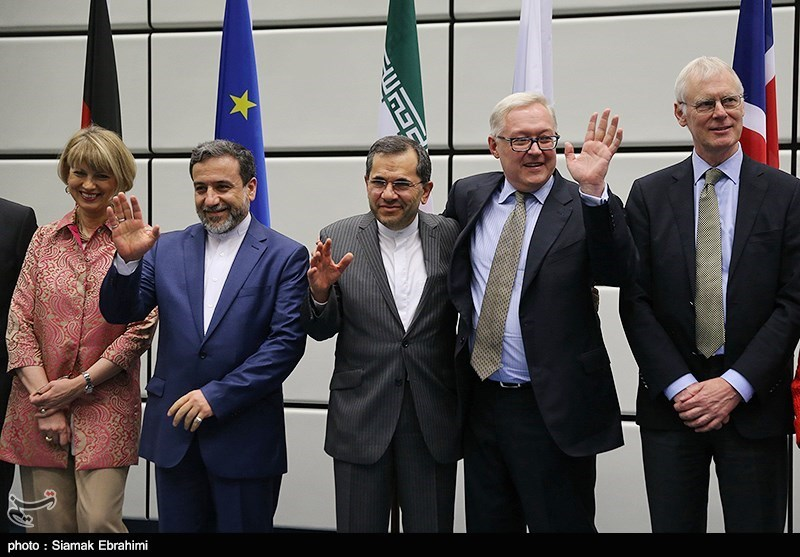
نشست پایانی گروه ۵+۱ و ایران پیش از اعلام توافق برجام. وین، اتریش، تیر ۱۳۹۴

عراقچی به عنوان وزیر پیشنهادی امور خارجه در کمیسیون امنیت ملی و سیاست خارجی مجلس شورای اسلامی حاضر شد و به سوالات نمایندگان پاسخ داد. عراقچی خاطر نشان کرد:
مصوبه مجلس در حوزه سیاست خارجی لازم‌الاجرا است و استثنایی برای هیچ‌یک از این مصوبات قائل نیستیم و وزارت امور خارجه تابع سیاست‌ها و دستورالعمل‌های مسئولان عالی کشور است و ما مجری سیاست‌های ابلاغی هستیم. جهان‌بینی من همان جهان‌بینی دوران خدمتم در سپاه است و تغییر نکرده است و بنده جزو باند نیویورکی‌ها نیستم؛ البته قضاوتی هم دربارهٔ آن نمی‌کنم. قانون اقدام راهبردی مجلس شورای اسلامی لازم‌الاجرا است و ما باید از آن تبعیت کنیم. اگر مذاکرات شرافتمندانه شکل گیرد، در چارچوب این قانون خواهد بود. من مذاکرات احیاء برجام را با وجود این قانون در سال ۱۴۰۰ شروع کردم و با آن جلو بردم. قانون اقدام راهبردی دست ما را پرتر و قوی‌تر کرده است.
فرهیختگان، روزنامه نزدیک به اصولگرایان در واکنش به این سخنان عراقچی، با عنوان «مرزبندی عراقچی با ظریف و روحانی» نوشت: «انتظارها بر این بود که ایده‌های عراقچی به‌واسطه نزدیک بودنش به روحانی و ظریف مشابه آنها باشد اما او در اولین جلسه حضورش در مجلس این موضوع را با اعلام تبعیت از قانون اقدام راهبردی مجلس رد کرد.»

### دیدگاه دربارهٔ طرح ترامپ برای غزه پساجنگ
عراقچی در بخشی از گفت‌وگوی خود با اسکای نیوز در واکنش به ایده ترامپ برای غزه پساجنگ، مبنی بر انتقال مردم غزه به کشورهای دیگر به‌طور موقت و طولانی‌مدت به بهانه بازسازی این منطقه جنگ‌زده، با کنایه به چشم‌داشت ترامپ به خریداری جزیره گرینلند که تحت حاکمیت دانمارک قرار دارد و در شمالگان واقع شده، گفت: «پیشنهاد من چیز دیگری است. به جای فلسطینی‌ها، اسرائیلی‌ها اخراج و به گرینلند فرستاده شوند تا با یک تیر دو نشان بزنند.»